# Czarna Waka
Czarna Waka (lit. Juodoji Vokė) – wieś na Litwie, w okręgu wileńskim, w rejonie wileńskim, w gminie Pogiry, nad Waką i przy drodze krajowej 202.

## Historia
W dwudziestoleciu międzywojennym folwark i zaścianek leżące w Polsce, w województwie wileńskim, w powiecie wileńsko-trockim, do 1 kwietnia 1927 w gminie Landwarowo, następnie w gminie Rudomino. W 1931 miejscowość liczyła 16 mieszkańców, zamieszkałych w 2 budynkach.
Po II wojnie światowej w granicach Związku Sowieckiego. Od 1991 na niepodległej Litwie.